# Täublingsartige
Die Täublingsartigen (Russulales) sind eine Ordnung von Großpilzen aus der Klasse der Agaricomycetes.

## Merkmale

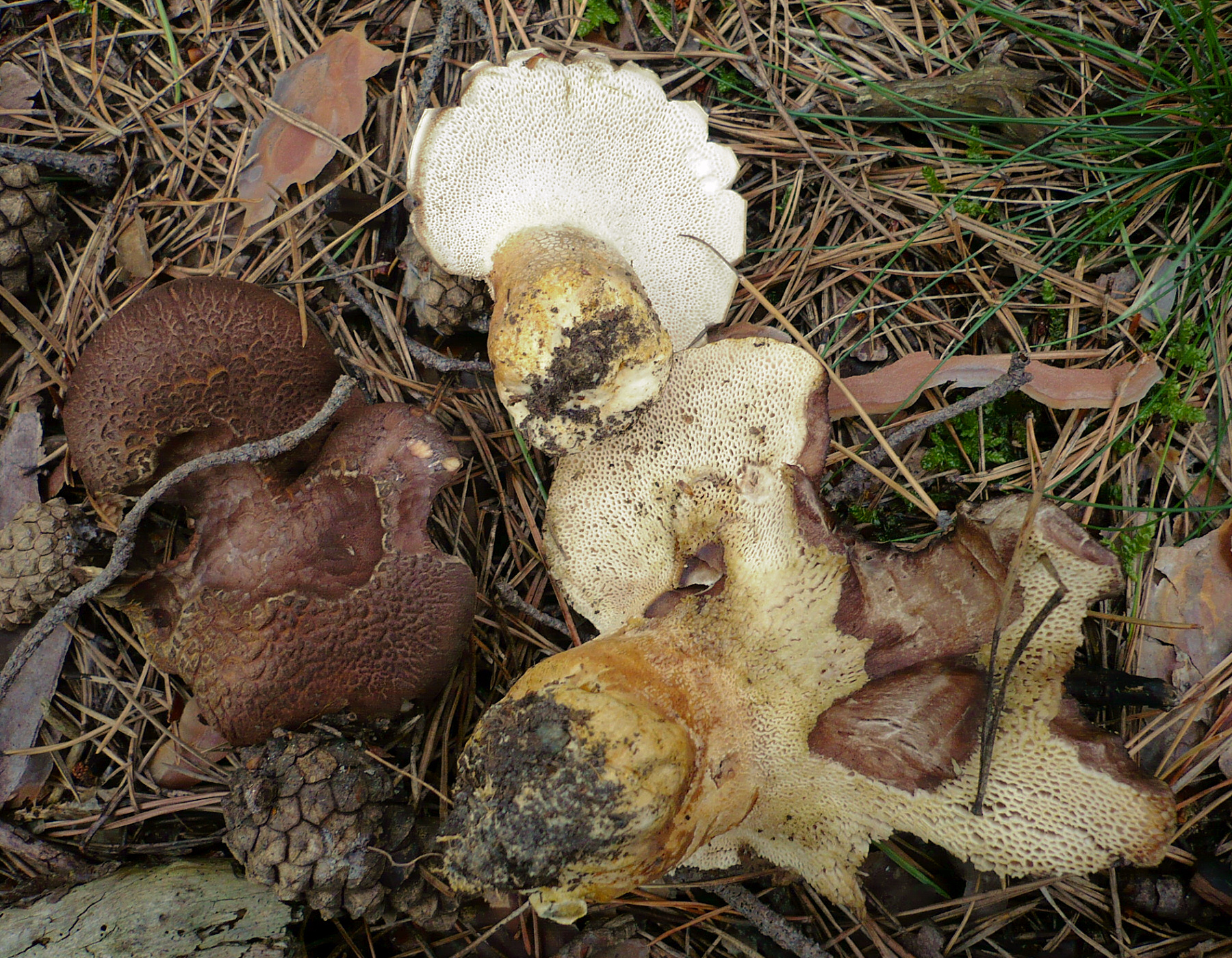
Ziegenfuß-Porling
Albatrellus pes-caprae

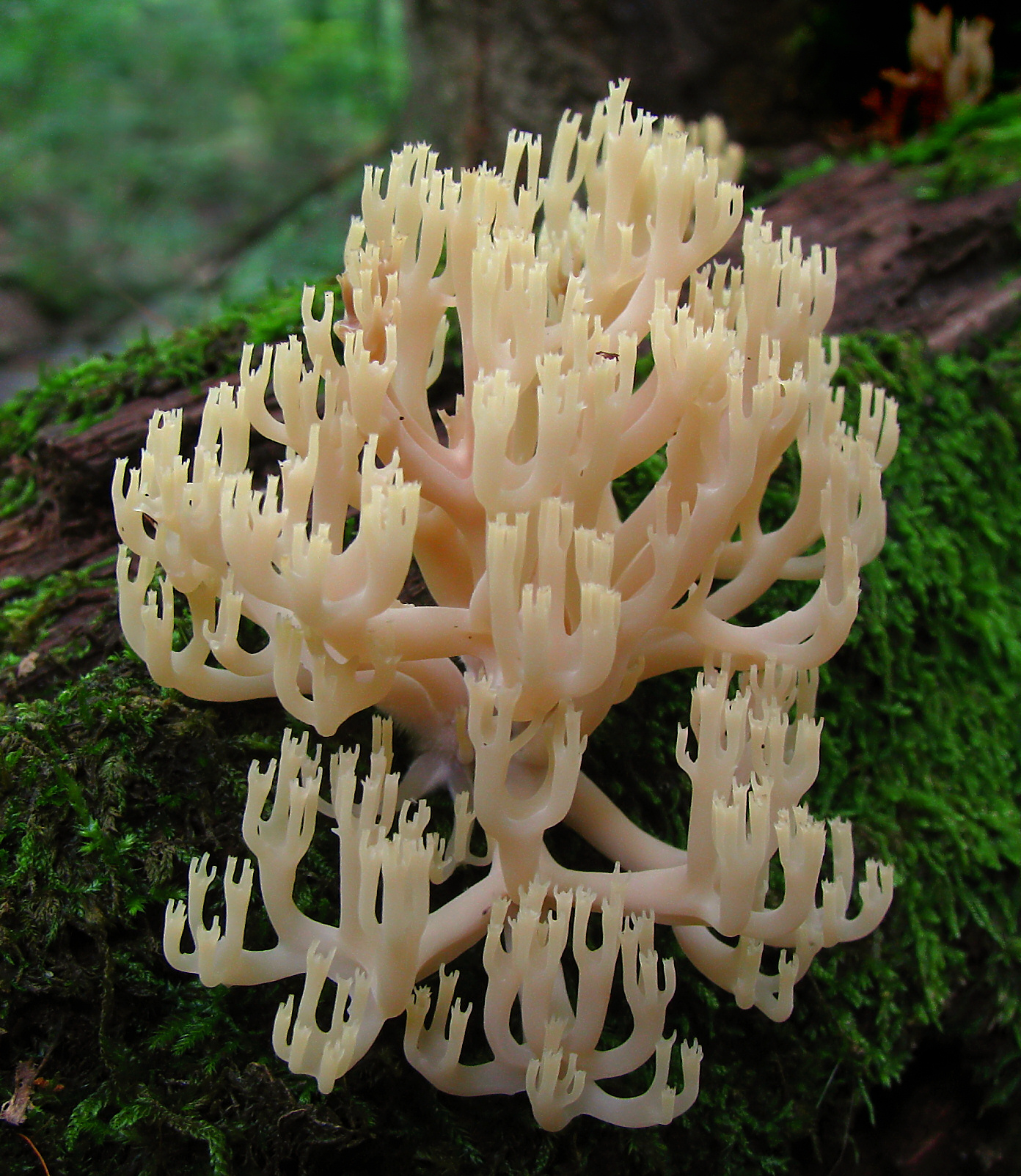
Becherkoralle
Artomyces pyxidatus

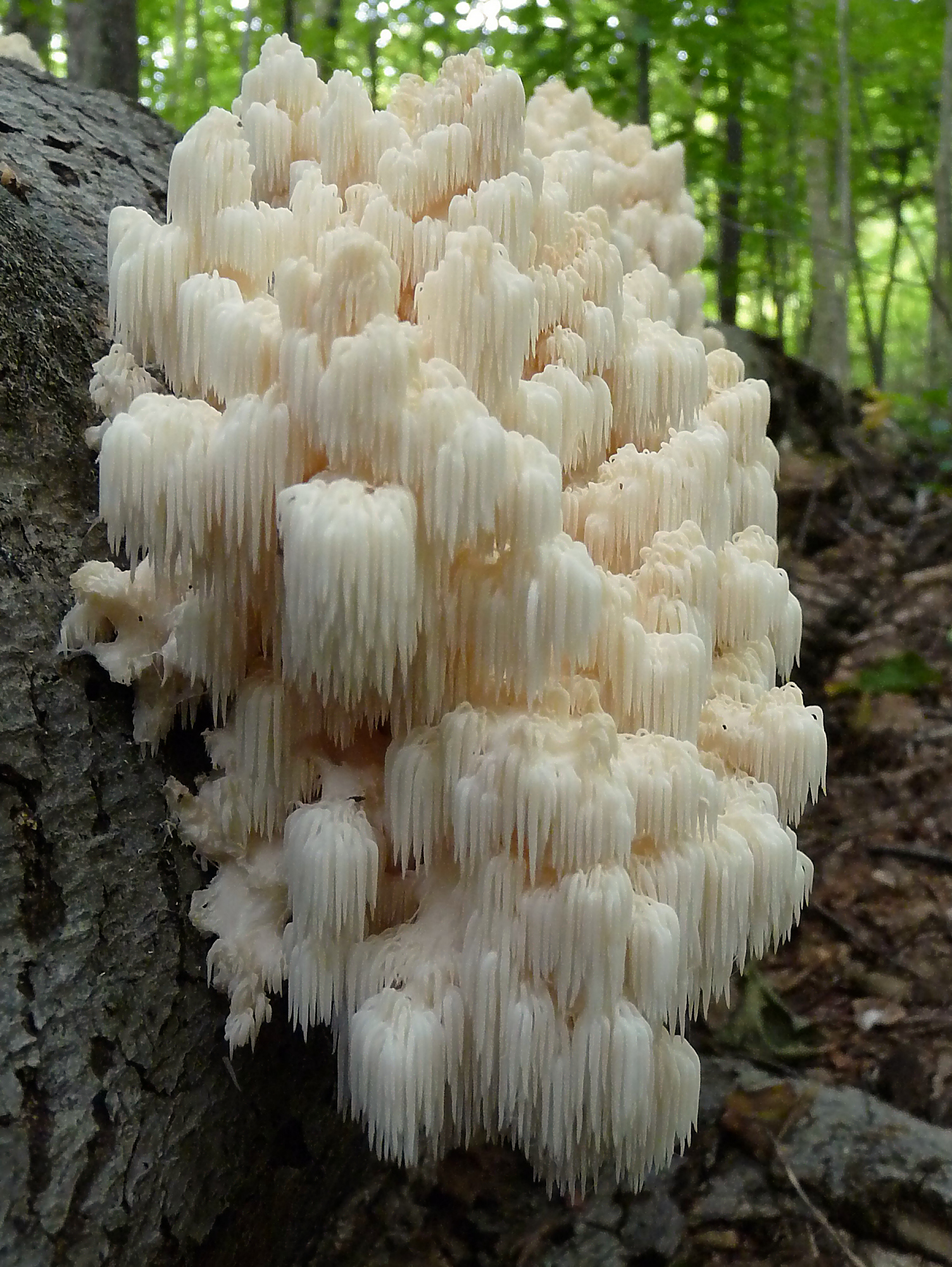
Ästiger Stachelbart
Hericium coralloides

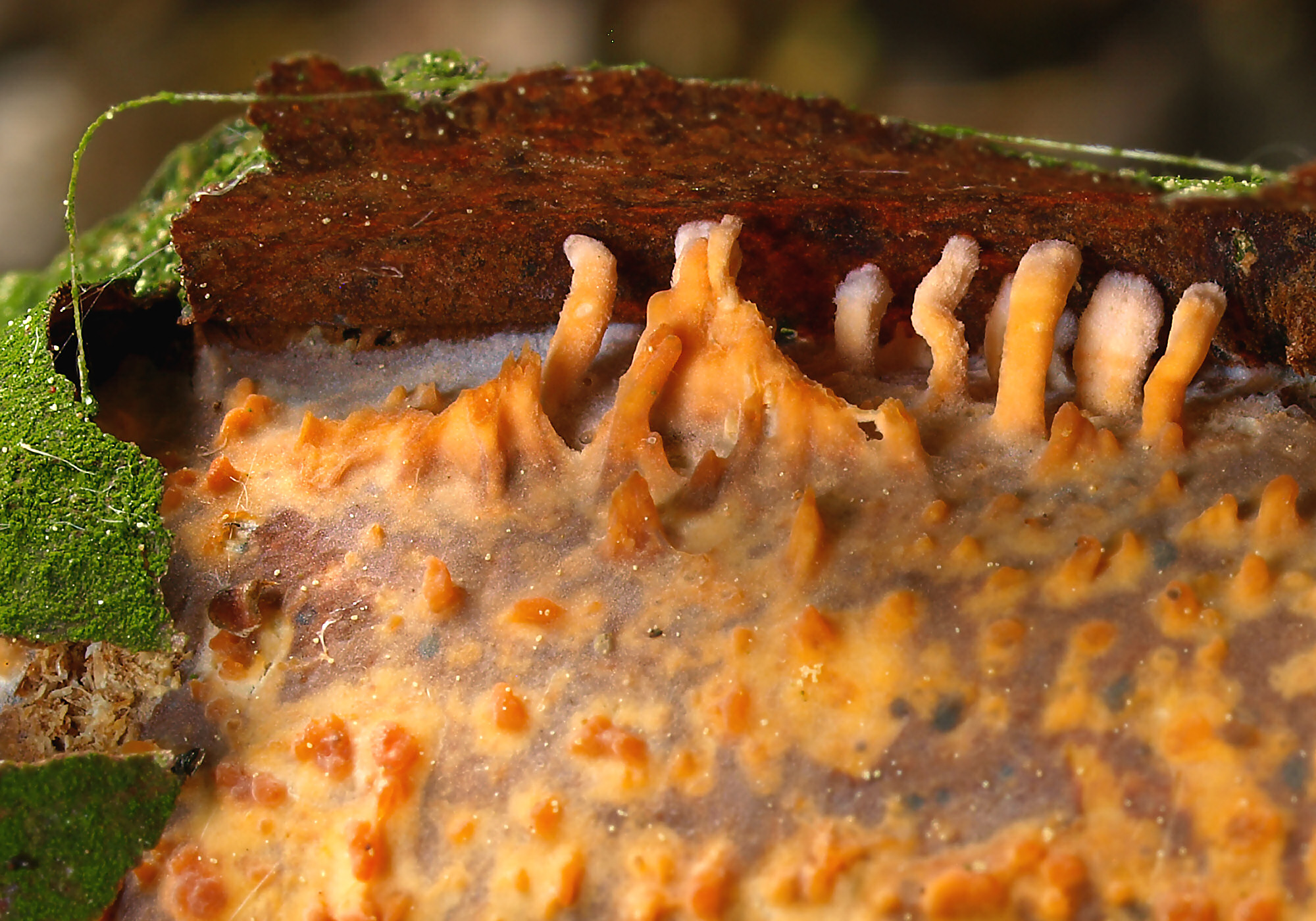
Hainbuchen-Zystidenrindenpilz
Peniophora laeta

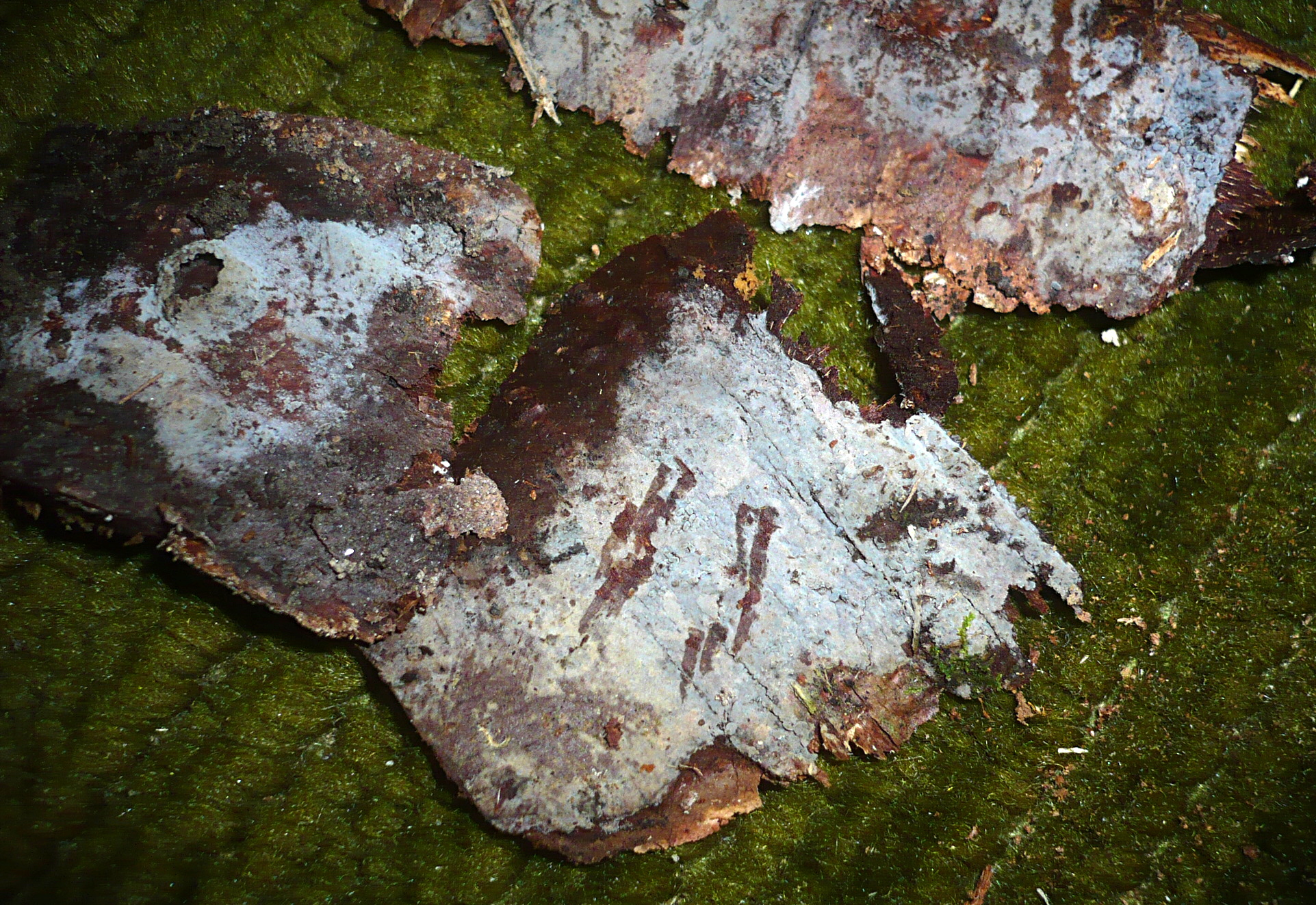
Scheinwachshäute
Pseudoxenasma verrucisporum

Die Ordnung der Täublingsartigen umfasst Arten und Gattungen, deren „Fruchtkörper-Baupläne“ völlig unterschiedlich aussehen – nachstehend eine Auswahl:
| Deutscher Name         | Wissenschaftlicher Name | Autorenzitat                   |
| ---------------------- | ----------------------- | ------------------------------ |
| Schafporlinge          | Albatrellus             | Gray 1821                      |
| Mehlscheiben           | Aleurodiscus            | Rabenhorst ex J. Schröter 1888 |
| Braunrote Milchtrüffel | Arcangeliella borziana  | Cavara 1900                    |
| Becherkoralle          | Artomyces pyxidatus     | (Persoon 1794) Jülich 1982     |
| Ohrlöffelstachelinge   | Auriscalpium            | Gray 1821                      |
| Bergporlinge           | Bondarzewia             | (Quélet 1888) Singer 1940      |
| Stachelbärte           | Hericium                | Persoon 1794                   |
| Wurzelschwamm          | Heterobasidion annosum  | (Fries 1821) Brefeld 1889      |
| Zählinge               | Lentinellus             | P. Karsten 1879                |
| Zystidenrindenpilze    | Peniophora              | Cooke 1879                     |
| Schichtpilze           | Stereum                 | Persoon 1794 ex Gray 1821      |
| Mosaikschichtpilz      | Xylobolus frustulatus   | (Persoon 1801) Boidin 1958     |

Mikroskopische Charakteristika für die Russulales sind die mit Iodlösung anfärbbaren Ornamente der Sporen, das Vorhandensein eines Gloeozystidialsystems und bei den Russulaceae die Existenz von kugeligen Zellen im Fleisch der Fruchtkörper.

## Systematik
Die Systematik der Russulales ist im Umbruch. Insbesondere durch molekulargenetische Erkenntnisse ist mit weiteren Umstellungen zu rechnen.
Traditionell wurden in der Ordnung die Arten aus der Familie der Täublingsverwandten (Russulaceae) mit oberirdischen, in Stiel und Hut gegliederten Fruchtkörpern zusammengefasst und der Familie der Täublingstrüffelverwandten (Elasmomycetaceae) mit unterirdischen oder bauchpilzartigen Fruchtkörpern gegenübergestellt.
Basierend auf molekulargenetischen Studien zählen heute folgende Familien zur Ordnung der Täublingsartigen:
| Deutscher Name                | Wissenschaftlicher Name | Autorenzitat                   |
| ----------------------------- | ----------------------- | ------------------------------ |
| Schafporlingsverwandte        | Albatrellaceae          | Pouzar 1966                    |
| Amyloidschichtpilzverwandte   | Amylostereaceae         | Boidin, Mugnier & Canales 1998 |
| Ohrlöffelstachelingsverwandte | Auriscalpiaceae         | Maas Geesteranus 1963          |
| Bergporlingsverwandte         | Bondarzewiaceae         | Kotlába & Pouzar 1957          |
| Stachelschichtpilzverwandte   | Echinodontiaceae        | Donk 1961                      |
| Stachelbartverwandte          | Hericiaceae             | Donk 1964                      |
|                               | Hybogasteraceae         | Jülich 1981                    |
|                               | Lachnocladiaceae        | D.A. Reid 1965                 |
| Zystidenrindenpilzverwandte   | Peniophoraceae          | Lotsy 1907                     |
| Täublingsverwandte            | Russulaceae             | Lotsy 1907                     |
| Möhrentrüffelverwandte        | Stephanosporaceae       | Oberwinkler & E. Horak 1979    |
| Schichtpilzverwandte          | Stereaceae              | Pilát 1930                     |